# Hesperocyclops stocki
Hesperocyclops stocki – gatunek widłonoga z rodziny Cyclopidae. Opisał go w 1985 roku włoski zoolog Giuseppe Lucio Pesce, nadając mu nazwę Metacyclops (Apocyclops) stocki. Holotyp i 10 paratypów pozyskano w 1955 roku w zatoce Two-feet Bay u wybrzeży wyspy Barbuda w odległości 50 metrów od brzegu; kolejne 2 paratypy pozyskano w 1980 roku w dwóch studniach w ogrodzie w pobliżu morza na wyspie Bonaire (obie wyspy należą do archipelagu Małych Antyli).